# Brigada Ultras Sporting
A Brigada Ultras Sporting, mais conhecida apenas por Brigada, é uma claque oficial do Sporting Clube de Portugal, fundada a 12 de Setembro de 2004 por ex-membros da Torcida Verde, com a intenção de "aumentar o apoio ao Sporting e dar ainda mais vida ao sector A8 do Estádio José Alvalade, com o intuito de puxar a equipa para a frente".

## História
A Brigada Ultras Sporting surgiu a 12 de Setembro de 2004 sendo na altura constituída na sua totalidade por ex-membros da Torcida Verde, que se afirmavam como “um grupo de amigos com paixão pelo mundo ultra e com um amor eterno ao Sporting Clube de Portugal”.

Ao fim de nove anos de existência, a claque Brigada Ultras Sporting passou a contar com uma sede no Estádio José Alvalade. Sediada no piso -1 do Estádio, a sede da Brigada Ultras Sporting foi inaugurada a 11 de Maio de 2013 por Bruno de Carvalho (Presidente do Sporting CP nesta altura), que descerrou a placa alusiva ao momento e que agradeceu à Brigada todo o apoiado prestado ao Clube, felicitando-a por esta nova e significativa etapa. Na ocasião, o líder da claque, Pedro Ferreira, agradeceu a presença do presidente e expressou a sua satisfação por finalmente “os ultras terem uma casa”.

No dia 5 de Maio de 2018 a Brigada Ultras inaugurou a sua nova sede, numa festa que contou com a presença de caras conhecidas do andebol, como Carlos Galambas, Hugo Canela, Bosko Bjelanovic e Matej Asanin.